# Coca de llanda
La coca de llanda, també coneguda com a coca de mida, o coca malfeta a les comarques del nord, és una coca dolça de bescuit feta dins d'una llanda, per la qual agafa una forma rectangular. Solen tenir una llargària d'uns 20 a 30 cm, una alçària d'uns 5cm i són bastant espesses. Aquesta coca pot ser de crema, de poma, de carabassa, de nous i panses, de cirera, de xocolate o d'altres ingredients semblants. És una coca típica del centre del País Valencià. Per a la seua elaboració s'usa farina, sucre, oli d'oliva, llima, ous, llet i rent.